# Caenocara
Caenocara là một chi bọ cánh cứng thuộc họ Ptinidae. Members of this genus are sometimes called puffball beetles.

## Các loài
- Caenocara affine Boheman, 1858
- Caenocara bicolor Germar, 1824
- Caenocara blanchardi Fall, 1905
- Caenocara bovistae Hoffmann, 1803
- Caenocara californicum LeConte, 1878
- Caenocara frontale Fall, 1905
- Caenocara ineptum Fall, 1905
- Caenocara laterale LeConte, 1878
- Caenocara neomexicanum Fall, 1905
- Caenocara nigricorne Manee, 1915
- Caenocara oculata Say, 1824
- Caenocara ovale Fall, 1905
- Caenocara scymnoides LeConte, 1865
- Caenocara simile Say, 1835
- Caenocara subglobosum Mulsant & Rey, 1864
- Caenocara tenuipalpum Fall, 1905